# Window Shopper
"Window Shopper" is de eerste single (tweede in de VS) van de soundtrack van de film Get Rich or Die Tryin' , waarin de Amerikaanse rapper 50 Cent de hoofdrol speelt. De track is geproduceerd door C. Styles en Sire. De single behaalde de 20e positie in de VS en de 11e in Engeland. In Nederland bleef het nummer steken op #37.

## Achtergrond
Er bestaan twee ongecensureerde versies van "Window Shopper". In de ene haalt 50 Cent in het refrein uit naar achtereenvolgens Ja Rule, Jadakiss, Fat Joe en Nas (Ja, Jada, Joe en Nas). In de andere versie houdt hij het in plaats van de vier namen slechts op nigga.
"Window Shopper" bevat een sample van de intro van "Burnin' And Lootin'", een track van Bob Marley. De blazers en een gedeelte van de drums zijn versneld overgenomen door producers C. Styles & Sire.
In Europa was "Window Shopper" de eerste single van de soundtrack. In de VS werd het nummer als tweede single uitgebracht, na "Hustler's Ambition". "Window Shopper" was de succesvolste single van de soundtrack.
De video van het nummer kent een 'filmversie', waarin verschillende fragmenten uit de film te zien zijn, en een gewone versie, zonder de filmfragmenten. In de video toeren 50 Cent en de rest van de G-Unit-crew door Monaco en schaffen voorwerpen voor veel te hoge prijzen aan, zoals een hamburger voor $400 en een Maserati MC12 voor $1.500.000.
Op de G-Unit Radio Pt. 16 - 10 Years Of Hate mixtape stond een remix van "Window Shopper" met 50 Cent en de net nieuw bij G-Unit Records getekende Ma$e. 
Zangeres Lily Allen maakte een parodie op "Window Shopper", genaamd "Nan, You're A Window Shopper", gericht aan haar oma.

## Charts
| Chart                               | Hoogste positie |
| ----------------------------------- | --------------- |
| Australische ARIA Single Top 50     | 13              |
| Belgische Ultratop 50               | 20              |
| Duitse Single Top 100               | 20              |
| Engelse Single Top 75               | 11              |
| Europese Single Top 200             | 26              |
| Franse Single Top 100               | 23              |
| Nederlandse Top 40                  | 37              |
| Oostenrijkse Single Top 75          | 26              |
| VS Billboard Hot 100                | 20              |
| VS Hot R&B/Hip-Hop Singles & Tracks | 14              |
| VS Hot Rap Tracks                   | 9               |
| Zwitserse Single Top 100            | 7               |